# Momoko Shimizu
Momoko Shimizu (清水 萌々子 Shimizu Momoko?,  Tokio, Japón; 9 de octubre de 1997) es una actriz japonesa, previamente afiliada a Horipro. Shimizu es conocida por su papel de Yuki Fukushima en la aclamada película Dare mo Shiranai (2004).

## Filmografía

### Películas
- Dare mo Shiranai (2004) - Yuki Fukushima
- Densha Otoko (2005) - Estudiante
- Kami no Hidarite Akuma no Migite (2006) - Momo
- Zukan ni nottenai mushi (2007) - Sayoko (joven)
- Kurozudo Noto (2007) - Estudiante
- Chacha Tengai no Onna  (2007) - Hatsu (joven)

### Televisión
- Ultraman Max (2005 - 2006) - Nozomi Ikuta